# Lunzenau
Lunzenau è una città 4 080 abitanti della Sassonia, in Germania.
Appartiene al circondario (Landkreis) della Sassonia centrale (targa FG).